# Trabrennbahn Panitzsch
Die Trabrennbahn Panitzsch ist ein historisches Sportgelände in Borsdorf, Ortsteil Panitzsch bei Leipzig. Zwischenzeitlich wurde das Gelände auch militärisch genutzt, heute dient es unterschiedlichen Veranstaltungen wie unter anderem dem Parthenfest.

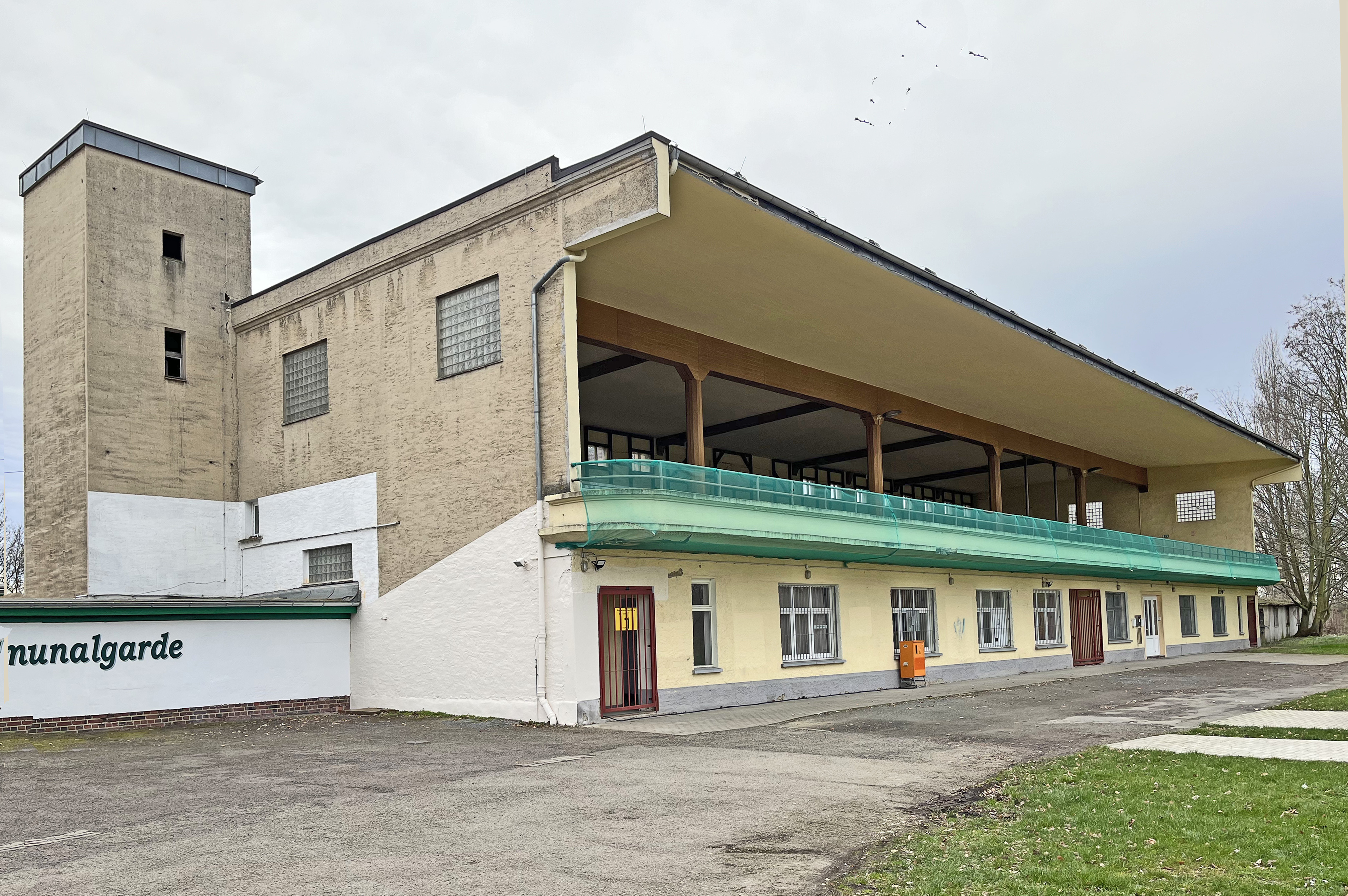
Tribünengebäude (2024)

## Lage
Das ca. 22 Hektar große Gelände liegt im grünen Ring um Leipzig an der Sommerfelder Straße nordwestlich des Ortsausgangs von Panitzsch.

## Geschichte

### Bau und Eröffnung
Der Trabrennclub Leipzig e.V. hatte das Ziel, eine Trabrennbahn für die Stadt Leipzig zu errichten. Vorstand war Rittergutsbesitzer Hermann Lampe aus Dewitz. Er hatte sein gesamtes Vermögen in den Verein eingebracht und sicherte so die Finanzierung des Projektes. Auch verfügte er über das Land bei Panitzsch, auf dem die Trabrennbahn entstehen sollte. Sein Stellvertreter war Gutsbesitzer Alfred Jacob aus Leipzig. 1928 wurde der Planungsentwurf in der Neuen Leipziger Zeitung veröffentlicht. Baubeginn war im Juni 1929 unter dem Leipziger Architekten Heinrich Rust und Bauleiter Walter Lübcke aus Borsdorf. Bereits nach einem halben Jahr waren die Bauarbeiten im Oktober 1929 abgeschlossen. Das ellipsenförmige Geläuf der Trabrennbahn war 1200 Meter lang und 25 Meter breit. Die Kurven waren 1,75 Meter überhöht. Für den Bau mussten 30 Eisenbahnzüge mit je 50 Waggons an Erdmassen bewegt und 10.000 Kubikmeter Steine aus Grimma und Beucha geliefert werden. Ausgestattet war die Trabrennbahn mit elektrisch bedienbaren Startmaschinen, Totalisator, einem dreistöckigen Zielrichterturm mit Großlautsprecher und einer überdachten Haupttribüne aus Stahlbeton mit Zentralheizung. Diese verfügte über 1000 Sitzplätze und 36 geräumige Logen. Die Logen waren mit Tischen zur Bedienung ausgestattet, was es zu dieser Zeit außer in Leipzig nur auf der Wiener Trabrennbahn gab. Im Obergeschoss befanden sich auch ein Büffet mit Wandelgang, im Untergeschoss waren ein Restaurant sowie Presse und Verwaltungszimmer untergebracht. Daneben gab es auch Toto-Hallen, Stallgebäude, ein Teehaus und ein Verwaltungsgebäude. Die Bahn war mit zweiflammigen Straßenlaternen von Dyckerhoff & Widmann AG (DYWIDAG) ausgeleuchtet, deren Betonmasten noch erhalten sind, und ab den 1960er Jahren mit DDR-Straßenlaternen vom Typ RSL 1.

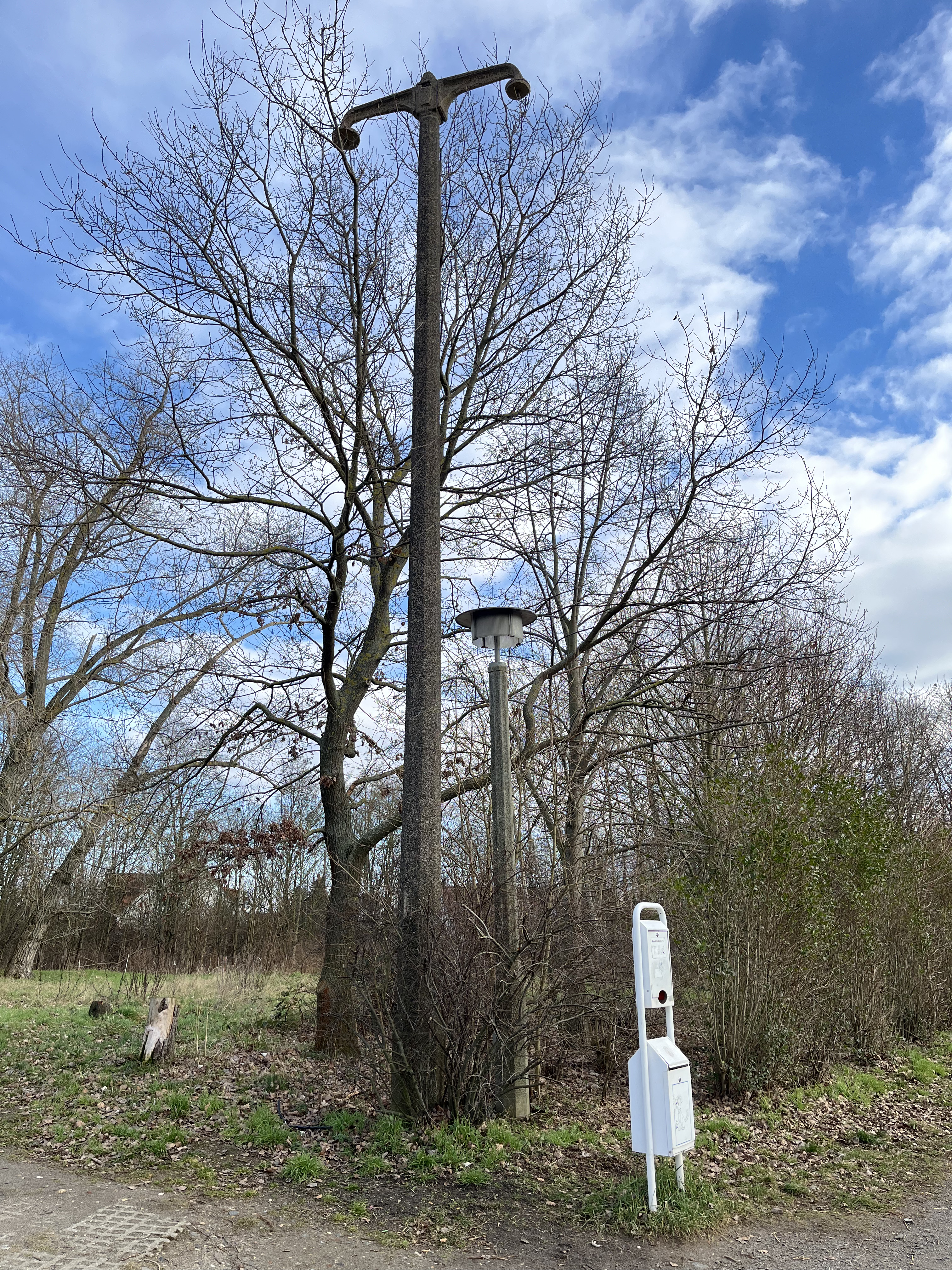
Laternen zweier Epochen

Insgesamt bot das Gelände bis zu 50.000 Besuchern Platz und hatte einen großen Parkplatz. Die Verkehrswege mussten für Autobusse und Kraftfahrzeuge ausgebaut werden. Es war auch eine Straßenbahnanbindung nach Leipzig mit Haltestelle an der Trabrennbahn geplant, diese wurde jedoch nicht realisiert.
Wegen technischer Schwierigkeiten wurde die Eröffnung in das Jahr 1930 verschoben. Die Pressevorstellung begann in Form einer virtuellen Filmführung im Gloriapalast Leipzig und der anschließenden Fahrt zum Frühstück im Restaurant der Trabrennbahn. Es waren Vertreter der Landesregierung sowie Star-Trainer Jonny Mills anwesend. Das Eröffnungsrennen fand am 13. April 1930 statt, es folgten noch 19 weitere Rennen im selben Jahr. Die Rennbahn wurde auch für Motorrad-Sandbahnrennen und Windhundrennen genutzt.
Durch die Schwierigkeiten der Wirtschaftskrise ging die Trabrennbahn bereits 1931 in Insolvenz. Es folgte die Zwangsversteigerung an eine Berliner Bank. Der Rennbetrieb ruhte bis 1937, das Restaurant blieb aber weiterhin geöffnet und bot regelmäßig Veranstaltungen wie Modenschau, Tanz und Kabaretteinlagen sowie Kapellmusik an. Als am 17. Mai 1937 wieder ein Trabrennen stattfand, waren auch die sächsischen Minister Dr. Fritzsch (Innenminister) und Kamps zu Gast. Ab dem Beginn des Zweiten Weltkriegs ruhte der Rennbetrieb wieder, das Restaurant blieb aber geöffnet. Wirt war zu dieser Zeit Kurt Bockmann. Schon während der 1930er Jahre wurde das Gelände von FLAK Einheiten und Truppenteilen der Wehrmacht für Übungszwecke genutzt. Diese verursachten starke Schäden durch Aufschüttungen und Ausschachtungen einschließlich Bunkerbau, Bau von Geschützstellungen, Unterständen und Gräben. Die Eigentümer und Pächter des Trabrennbahngeländes stellten erhebliche Schadensersatzansprüche.

### Nach dem Zweiten Weltkrieg
Nach dem Zweiten Weltkrieg fanden keine Trabrennen mehr statt. Das Restaurant der Trabrennbahn war aber noch bis 1949 geöffnet. Das Gelände wurde als Grabeland verpachtet und später zeitweise zum Getreideanbau genutzt. Mit der Bodenreform 1946 ging das Gelände in den Besitz der Stadt Leipzig über und bis in die 1950er Jahre diente das Tribünengebäude als Erholungsstätte für TBC-Kranke. Dafür wurden Liegen für Liegekuren aufgebaut.

### Motorrad-Sandbahnrennen in der DDR

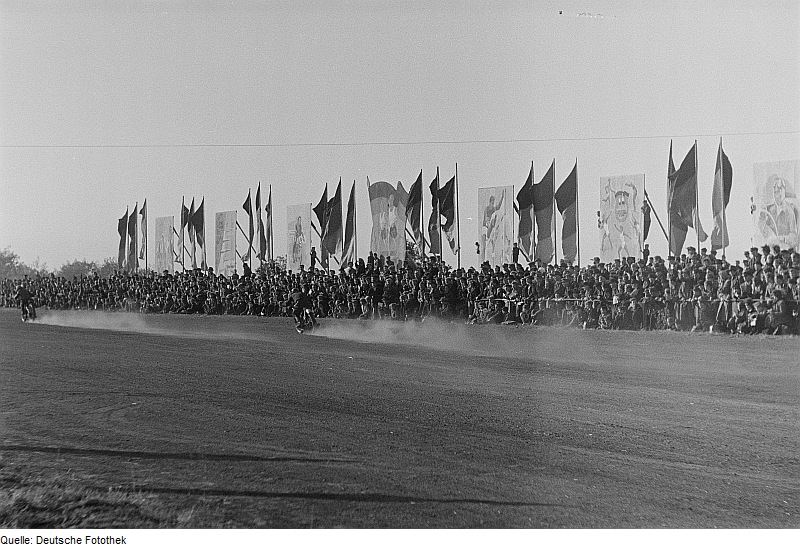
Motorrad-Sandbahnrennen in Panitzsch

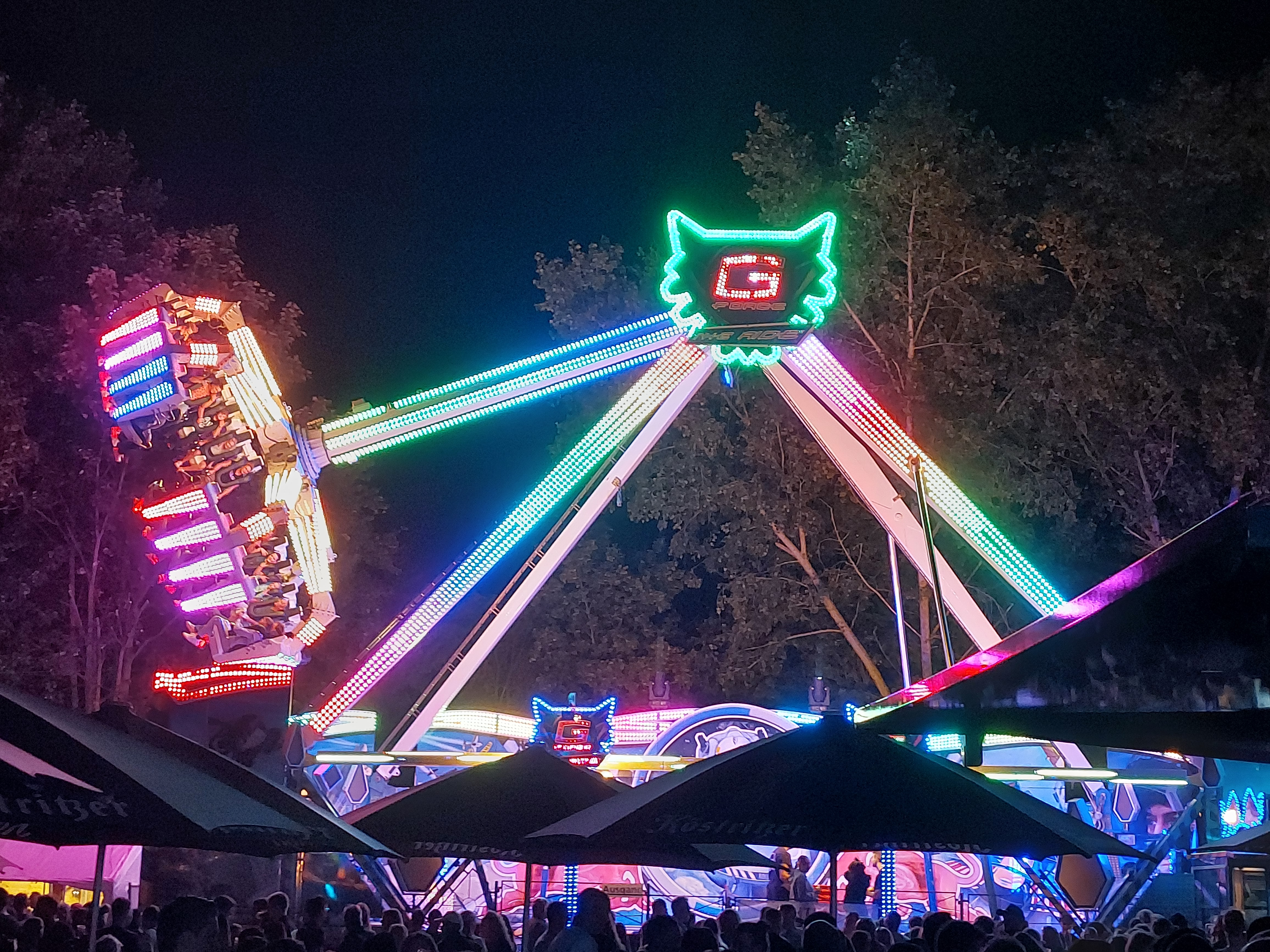
Parthenfest 2023

Nach den Sandbahnrennen 1930 fand erst am 30. April 1950 wieder ein Sandbahnrennen für Motorräder auf der Trabrennbahn Panitzsch statt. Es folgten weitere Rennen, dazu gehörten auch DDR-Meisterschaften und ab 1951 waren auch westdeutsche Fahrer beteiligt. Zu den Rennfahrern gehörten unter anderem Hans Zirk, Heinz Müller, Martin Tripke und Artur Flemming, auch genannt „Roter Teufel“. Hans Fräbel wurde bester DDR-Seitenwagenfahrer beim Sandbahnrennen in Panitzsch. Zum Schutz der Fahrer und Zuschauer wurden Strohballen aufgestellt. 1959 fand das letzte Sandbahnrennen statt. Von 1965 bis 1970 wurde die Trabrennbahn teilweise für den Motorradgeländesport genutzt. Zur 700-Jahr-Feier von Panitzsch 1967 fand ein Reit-, Spring- und Fahrturnier statt.

### Militärische Nutzung
Ab 1967 nutzte die Gesellschaft für Sport und Technik, kurz GST das Gelände. Es wurde zum Bezirksausbildungszentrum der GST ausgebaut, unter anderem für die vormilitärische Ausbildung auch zusammen mit der NVA. Zu den Erweiterungen dieser Zeit gehören ein Schießstand, eine polnische Sturmbahn für den militärischen Mehrkampf, und ein Funkmast an der Westseite. Es wurden auch Unterkunftsgebäude und Fahrzeughallen errichtet. Die Fahrzeughallen dienten unter anderem der Unterbringung von sowjetischen Ural-375 Lastkraftwagen, welche zur Kfz-Ausbildung genutzt wurden. Die Unterkunftsbaracke wird heute von der Leipziger Comunalgarde genutzt. Im Tribünengebäude war Küche und Speisesaal untergebracht, und im Keller befand sich die Waffenkammer sowie eine Abhörstation der Staatssicherheit.

### Nutzung nach der Wende
1990 ging das Gelände in den Besitz der Treuhand-Liegenschaftsgesellschaft über. Seit 1997 gehört es der Gemeinde Panitzsch und dient verschiedenen Veranstaltungen wie Trödelmärkten, Zirkusvorführungen, Osterfeuer und dem dreitägigen Parthenfest. Dieses findet seit dem Jahr 2000, bis auf 2020 und 2021, jährlich im September statt. Ein Familien-Sport-Park mit Spielplatz entstand vor der Tribüne und das Gelände wird von einigen Vereinen genutzt. Dazu gehören Heimatverein, Hundesportverein und die Leipziger Communalgarde.

Einzelheiten der Bahn
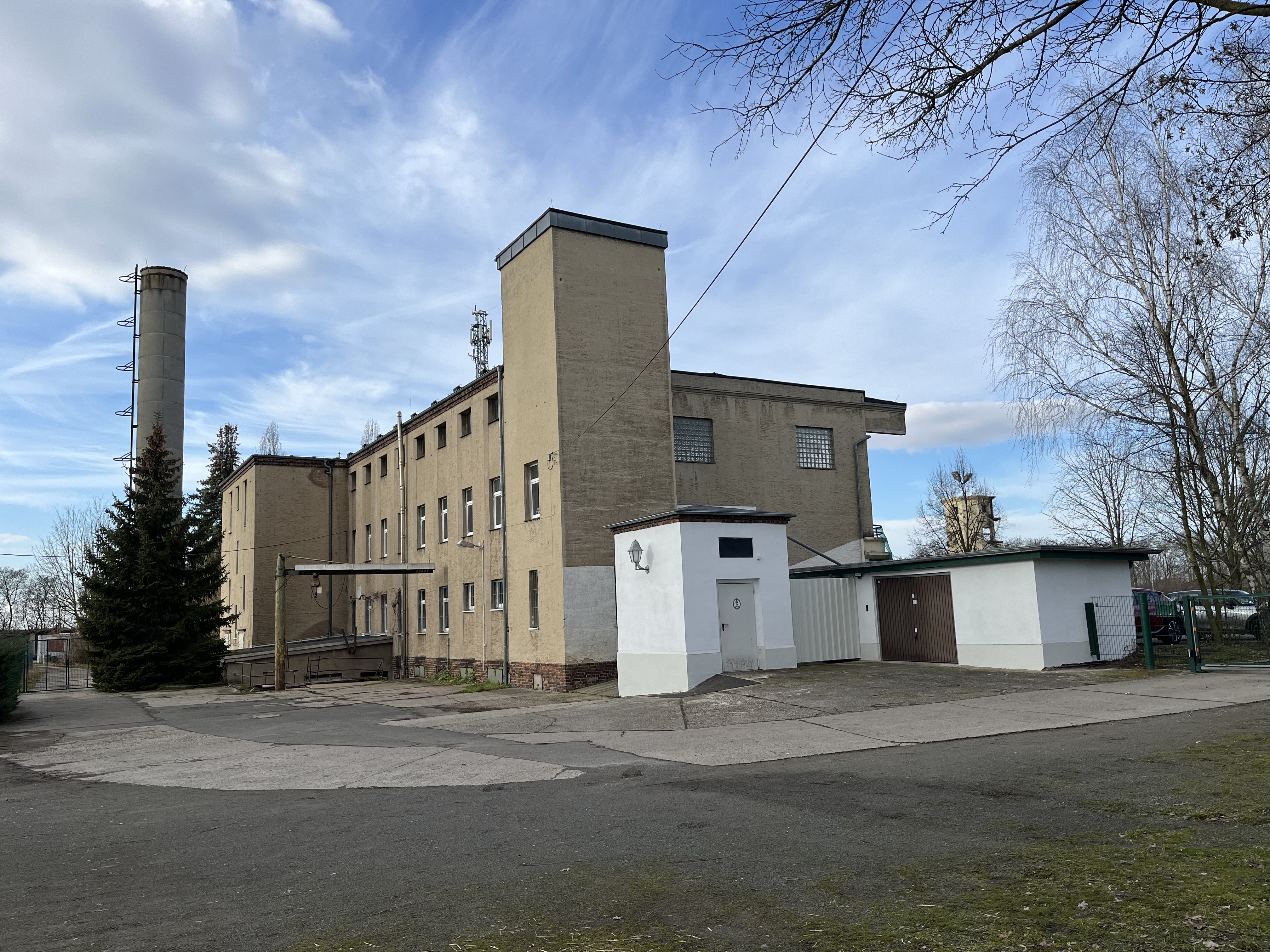
Rückseite des Tribünengebäudes
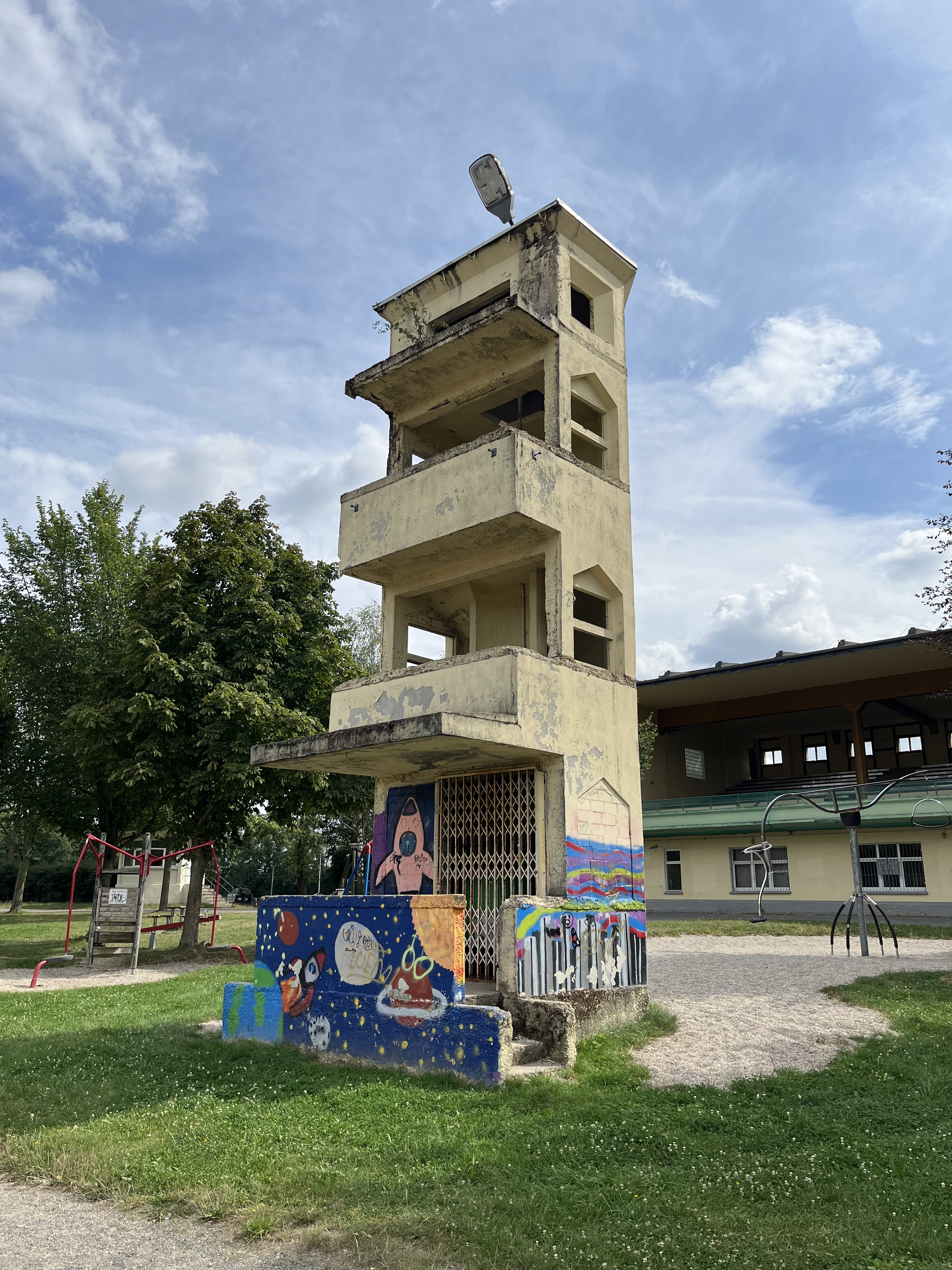
Zielrichterturm
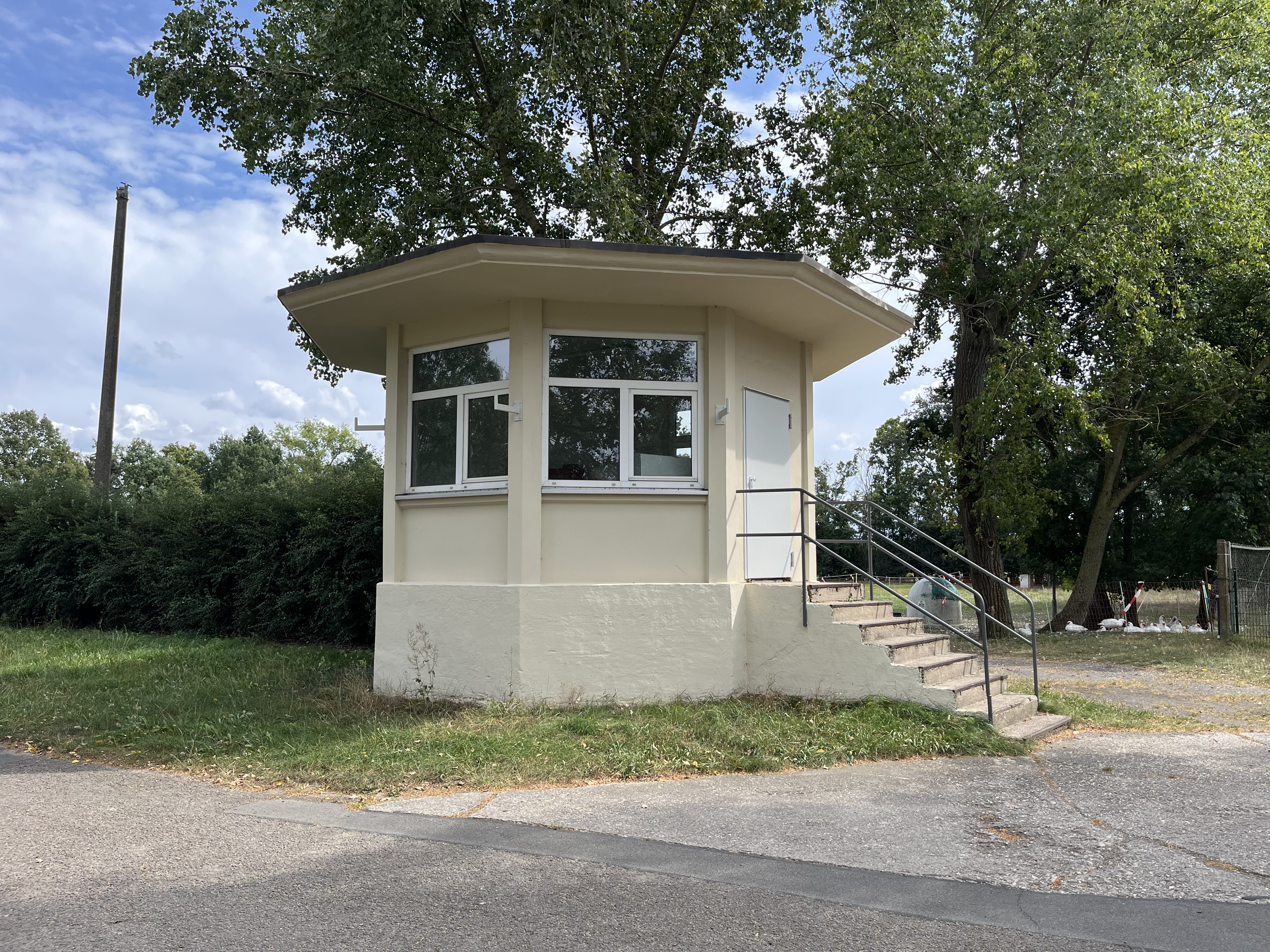
Teehaus / Pavillon
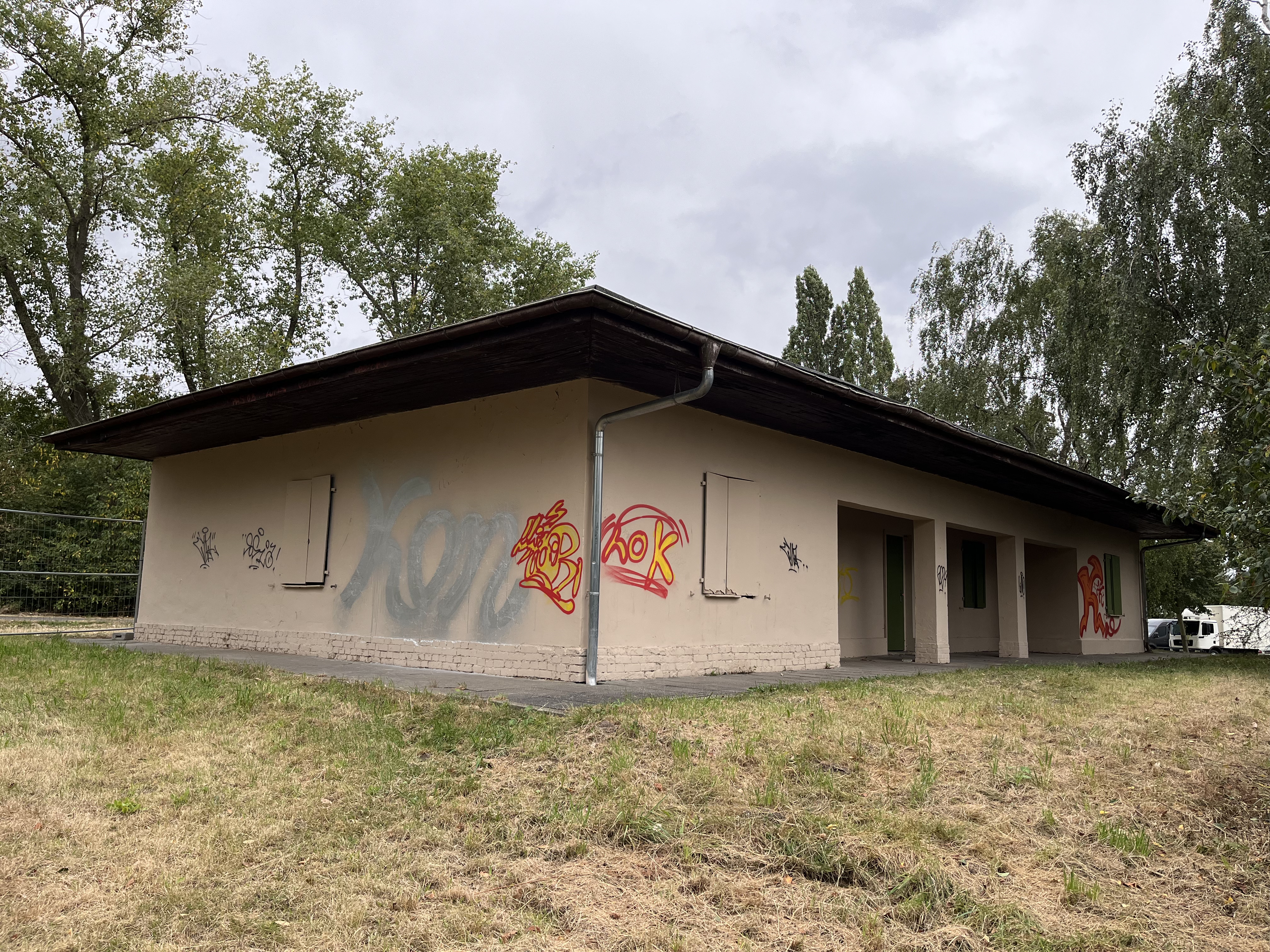
Verwaltungshaus
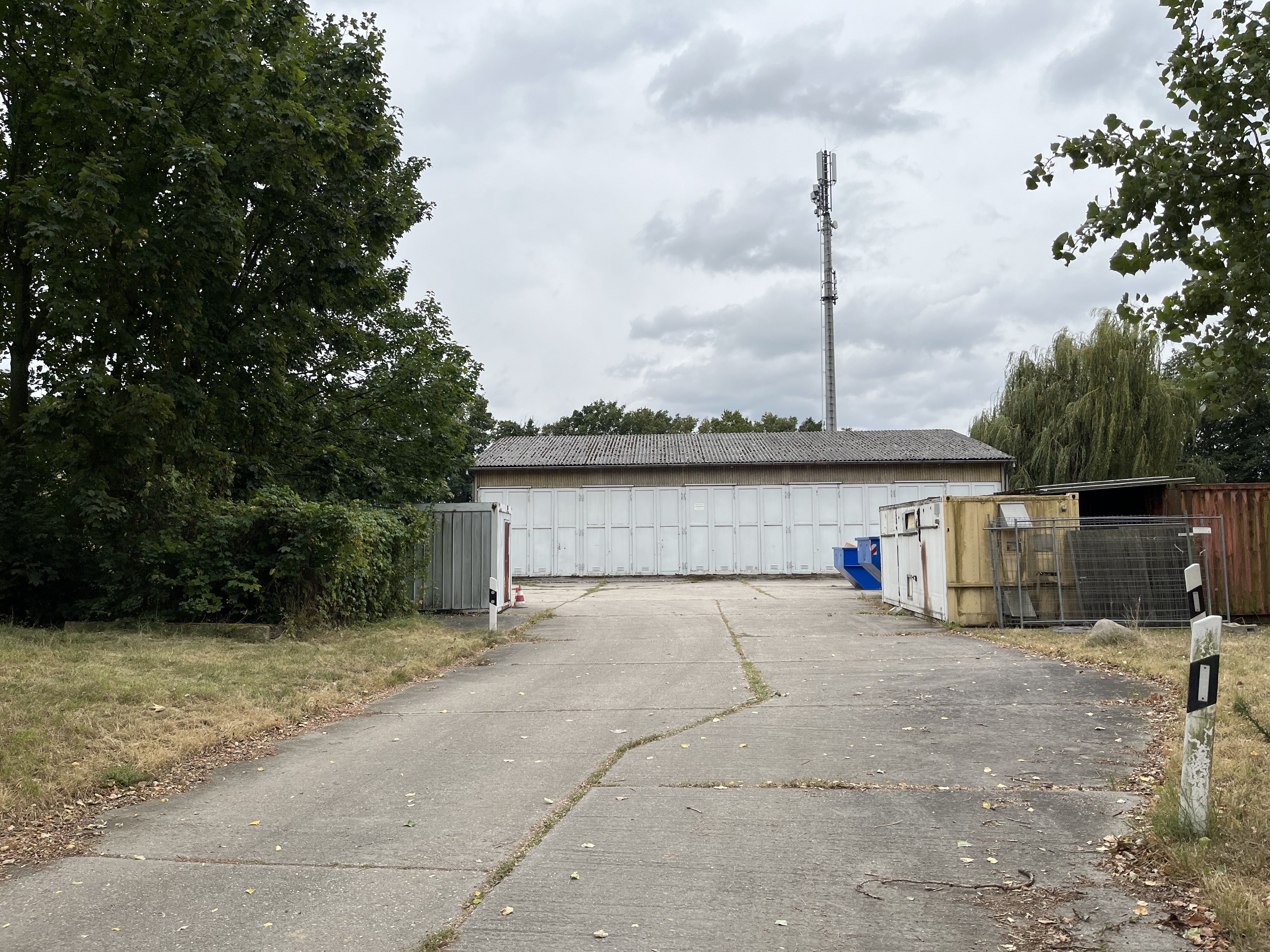
GST-Fahrzeughallen